# Gettin' Over You
Gettin' Over You è un brano musicale registrato dal deejay francese David Guetta, con la partecipazione vocale del cantante R&B statunitense Chris Willis. È il quinto singolo estratto dal quarto album di inediti di David Guetta, One Love.
Il remix ufficiale del brano, intitolato Gettin' Over You, è stato pubblicato il 12 aprile 2010 e vede la collaborazione, oltre che di Chris Willis, di Fergie (allora voce femminile dei Black Eyed Peas) e del gruppo LMFAO. Questa versione del brano ha raggiunto la prima posizione della classifica dei singoli più venduti nel Regno Unito e la terza in Italia.
Nel video compare anche il gruppo JabbaWockeeZ, la dance crew vincitrice della prima edizione di America's Best Dance Crew, un programma di MTV.

## Video musicale
Nel video si possono vedere David Guetta, Chris Willis, Fergie e LMFAO che insieme producono la canzone in uno studio di registrazione, mentre cantano un ragazzo che passava fuori lì vicino agli studi li sente e chiama i suoi amici, insieme attaccano di nascosto degli steri fuori il locale mentre David Guetta è distratto a giocare al computer una partita a carte.
Questo attira altri giovani che entrano nello studio, Guetta, Fergie e Willis sono inizialmente sorpresi ma poi accettano la loro presenza, gli LMFAO vengono apprezzati e portati via, gli altri cantanti escono con i fan,  quando finiscono la loro canzone, tutti i giovani applaudono l'esibizione.
Il video ha oltre 280 milioni di visualizzazioni.

## Tracce
CD Virgin 6335182 (EMI) / EAN 5099963351828
1. Gettin' Over You - 3:08
2. Gettin' Over You (Extended) - 5:57

Maxi CD EMI 6463242 (EMI) / EAN 5099964632421
1. Gettin' Over You (Edit Version)
2. Gettin' Over You (Extended)
3. Gettin' Over You (Sidney Samson Remix)
4. Gettin' Over You (Avicii's Vocal Mix At Night)
5. Gettin' Over You (Thomas Gold Remix)

## Classifiche e vendite
| Classifica (2010)             | Posizione più alta |
| ----------------------------- | ------------------ |
| Australia                     | 5                  |
| Austria                       | 4                  |
| Belgio (Fiandre)              | 18                 |
| Belgio (Vallonia)             | 12                 |
| Bulgaria                      | 7                  |
| Canada                        | 12                 |
| Corea del Nord                | 188                |
| Danimarca                     | 19                 |
| Europa                        | 2                  |
| Francia                       | 1                  |
| Germania                      | 15                 |
| Irlanda                       | 4                  |
| Italia                        | 3                  |
| Messico                       | 1                  |
| Nuova Zelanda                 | 3                  |
| Norvegia                      | 20                 |
| Paesi Bassi                   | 21                 |
| Polonia                       | 4                  |
| Portogallo                    | 4                  |
| Repubblica Ceca               | 5                  |
| Russia                        | 65                 |
| Scozia                        | 1                  |
| Slovacchia                    | 1                  |
| Spagna                        | 13                 |
| Svezia                        | 28                 |
| Svizzera                      | 11                 |
| Regno Unito                   | 1                  |
| Regno Unito (Dance)           | 1                  |
| Stati Uniti                   | 31                 |
| Stati Uniti (Dance)           | 1                  |
| Stati Uniti (Dance mix songs) | 1                  |
| Stati Uniti (Pop)             | 21                 |
| Ungheria (Dance)              | 3                  |
| Ungheria                      | 2                  |

| Unità vendute     |
| ----------------- |
| - Francia 120.000 |